# 2024년 FIVB 남자 배구 네이션스리그
2024년 FIVB 남자 배구 네이션스리그(2024 FIVB Men's Volleyball Nations League)는 연례 남자 국제 배구 토너먼트인 FIVB 남자 배구 네이션스리그의 6번째 버전이었다. 이 대회는 2024년 5월 21일부터 6월 30일까지 열렸으며 최종 라운드는 폴란드 우치의 아틀라스 아레나에서 열렸다.
2023년 네이션스리그와 2023년 챌린저 컵 결과에 따라 이번 에디션에서는 중국이 데뷔팀인 튀르키예로 교체되었다.
프랑스는 결승전에서 일본을 상대로 4세트 경기를 펼친 후 두 번째 VNL 우승을 차지했다. 일본이 47년 만에 얻은 은메달이었다. 결승전 개최국 폴란드는 3위 결정전에서 슬로베니아를 꺾고 세 번째 동메달을 획득했다. 프랑스의 앙투안 브리자르가 토너먼트 MVP로 선정되었다.